# Achantodes
Achantodes là một chi bướm đêm thuộc họ Crambidae.